# 宣戦布告 (小説)
『宣戦布告』（せんせんふこく）は、1998年に麻生幾によって書かれたポリティカルサスペンス小説。自衛隊の治安出動における武器使用の問題点や、弱腰な政治家達のやり取りを描いた作品。

## 概要
北朝鮮による韓国への潜水艦侵入事件「江陵浸透事件」をモデルとし、『文藝春秋』1997年1月号にて「北朝鮮潜水艦敦賀湾に漂着す」を発表。これをもとに新たに書き下ろしたのが本誌である。麻生幾は本誌の執筆前に、日本政府の情報機能の構造的欠陥を取り上げた「情報、官邸に達せず」を発表しており、情報伝達や命令系統の不備など本作品にも通ずるものがある。
1998年の北朝鮮によるミサイル発射実験直前に発売され、非常にタイムリーな内容の本誌は、63万部を売り上げるベストセラー小説となった。
また、現行法での自衛隊出動、警察力の限界、有事法制などの法整備が手付かずの状態に対する警鐘などが高く評価されている。小説としては珍しく実在の政党（自民党、自由党、社会党など）や実在の企業（セコムなど）が登場することもリアリティーを高める一因となっている。
この小説が執筆されたころは自社さ連立政権の時期であり、与党である社会党が反戦平和を、野党である自由党が防衛出動を主張するなどといった政治状況が描かれている。
自衛隊では2004年に有事法制が確立し、2006年に他国での交戦規定にあたる部隊行動基準の整備がされ、現行法では自身の身の危険が迫った場合には上からの命令を待たずとも応戦することができるようになった。さらに場合に応じた武器使用も現場の判断で使用することができるようになった。これにより現場にいる自衛官が余計な政治的判断を迫られず、かつ円滑に任務を遂行することが可能になった。

## あらすじ
福井県敦賀半島に国籍不明の潜水艦が座礁しているのが発見される。警察が内部を調査すると、射殺された乗組員の遺体や小銃やRPG-7、原発を映したビデオ等が発見され、潜水艦が北朝鮮のものと判明する。だが、危機管理に強い内閣を掲げる諸橋太郎総理大臣（映画では諸橋揆一郎）の下に情報が届くまで、半日を有してしまう。諸橋総理は、警察力のみでこの事態を乗り切ろうと福井県警に事態解決を託すが、座礁現場近くで拘束した乗組員の証言から、完全武装した工作員11名が上陸した事実を掴んでいた岡田警備部長は自衛隊出動を要請する。
しかし、憲法や自衛隊法に縛られ、政府も時期尚早との判断から特殊急襲部隊（SAT）の投入が決定する。当初は隊員の安全確保の為、射殺もやむなしとして県警本部長は「射殺許可命令」を下したが、国民のコンセンサスがないとした総理の判断により、射殺許可命令を解除されてしまう。
折りしも武装工作員を発見した特殊急襲部隊だったが命令が解除されたことで応戦できず、RPG-7で先制攻撃を受け1名の殉職者と多数の負傷者を出してしまう。宇佐美警察庁長官は警察力での事態収拾は不可能として、自衛隊出動を内閣に要請する。だが、「防衛出動」「治安出動」ともに法的な出動理由が確定できず、また外務省は外交問題へ発展することを恐れ、他の閣僚も野党やマスコミなどからの追及や反応を理由に弱腰での議論が続く。
ついには民間人、日本国民の犠牲者が発生すると、諸橋総理は自衛隊の治安出動命令を下す。いくつも乗り越えなければならない法的な問題を残したまま、第14普通科連隊は敦賀半島に派遣され、大規模な山狩り「はぎ作戦」を開始する事となった。対戦車ヘリや護衛艦をも投入し、半島の制圧を開始した自衛隊であったが、作戦3日目に突如武装工作員による奇襲を受け、小銃小隊に多くの死傷者を出してしまう。現場からは対戦車ヘリや迫撃砲、手榴弾の使用許可が上申されるが、過剰防衛との判断から許可は下りない。警察比例の原則や現行法では、自衛隊は反撃することもままならなかったのである。
一方、内閣情報官の瀬川は政府の高官から情報が漏洩していることを突き止める。そこには巧みに偽装された諜報ネットワークの存在があった。潜入工作員である李成沢は、大手画廊の営業マン東山をエージェントとして獲得していた。李の背後には国際的に有名なパク・アンリー（諜報管理官）がいた。東山は独立するための資金を必要としており、かつ絵画の売買を通じて政官界に広い人脈を培っていた。その一人に防衛庁の事務次官がいた。東山は高校の同窓生で向島で芸者をしている由起子を次官に紹介する。作品は、警察・自衛隊の軍事作戦と、政府からの情報漏洩をめぐる諜報戦を同時並行に描くことで緊張感を高めている。
武装工作員と自衛隊との交戦が続く中、防衛庁は北朝鮮が戦闘準備に入ったとの情報を得る。

## 映画
2002年（平成14年）にドキュメンタリー出身で『イコン伝説』（1992年）などを手がけた石侍露堂監督によって映画化され、東映の配給で全国劇場公開された。

### ストーリー
200X年、福井県敦賀半島に北東人民共和国の潜水艦が座礁、完全武装した工作員が上陸した。この事態に諸橋揆一郎首相は警察力のみで解決するため、SATを投入するが、武器使用許可も下りないままロケット砲（RPG-7）の攻撃を受け、2名の殉職者を出す。
警察力のみでの対処が難しい事から内閣は動揺するが、各閣僚の思惑や法解釈から自衛隊の出動は遅々として下されずにいた。しかし、民間人犠牲者が発見された事を受けて、諸橋首相はついに自衛隊出動に踏み切る。だが、現場の連隊本部と防衛庁の対立や指揮・命令系統の不備、法解釈ギリギリの出動であったことから武器使用の合法的な解釈が行えず、反撃すら許されない自衛隊は交戦開始直後に早くも6名の犠牲者を出してしまう。その後も重火器の使用許可が下りず有効な攻撃が出来ないまま、次々と隊員が死傷していく。
そんな中、突如として北東人民共和国のフリゲートが日本領海に接近。それに呼応するように周辺諸国が次々と臨戦態勢に入る。そして北東人民共和国の核ミサイルが発射準備体制にはいったとの情報が飛び込んでくる。

### スタッフ
- 監督・製作者：石侍露堂
- プロデュース：増田久雄、和田康作
- 脚本：石侍露堂、小松與志子
- 撮影：阪本善尚
- 監督補：崎田憲一
- 音楽：礒金俊一、岩渕一真、二本柳一明
- 音楽プロデュース：伊藤圭一
- 音響効果：柴崎憲治
- 操演・特殊効果：羽鳥博幸、宇田川幸夫、高見澤利光
- 造形：松井祐一
- アクションコーディネイター：諸鍛冶裕太
- スタント&アクション：ジャパンアクションクラブ、倉田プロモーション、エレメンツ
- 自衛隊監修：越康広
- ガンエフェクト：BIGSHOT
- スチール：原田大三郎
- ストーリーボード：橋爪謙始
- CG：デジタルフロンティア
- 空撮：モピテック
- 現像：東映化学
- ビデオ技術協力：オーエイギャザリング
- スタジオ：東映東京撮影所
- ロケ協力：鴨川市、勝浦市、日本冶金工業、川崎アゼリア ほか
- 製作協力：プルミエ・インターナショナル
- 製作：ウィル

### キャスト
- 諸橋揆一郎（内閣総理大臣）：古谷一行
- 瀬川盛良（内閣情報調査室長）：夏八木勲
- 寺崎秀一（内閣総理大臣首席秘書官）：杉本哲太
- 篠塚義章（内閣官房長官）：佐藤慶
- 櫻田吉成（副総理・総務庁長官）：財津一郎
- 山ノ内二郎（防衛庁長官）：石田太郎
- 土橋修三（防衛事務次官）：鶴田忍
- 小池政明（外務大臣）：天田俊明
- 村尾悟（内閣総理大臣秘書官・外務省出向）：河原崎建三
- 沢口誠一（福井県警察本部長）：塩屋俊
- 岡田史郎（福井県警察本部警備部長）：小野武彦
- 龍崎猛（警察庁警備局長）：西田健
- 宇佐美一也（警察庁長官）：中田浩二
- 船山光雄（警視庁公安部長）：岡本富士太
- 堤孝保（警視庁SAT第一小隊長）：田中実
- 葉山克則（警視庁SAT中隊長）：土門廣
- 陣内（警視庁SAT隊員）：二橋進
- 本間昭彦（警視庁外事課警部）：深水三章
- 前原真一（陸上自衛隊第14普通科連隊連隊長）：木之元亮
- パク・アンリー（北東人民共和国・偵察局大佐）：夏木マリ
- 諸橋晴江（総理夫人）：多岐川裕美
- 檜山由紀子（銀座のホステス・北への内通者）：白島靖代
- 北川忠雄（防衛庁防衛局）：安藤一夫
- 湊篤樹（後任首席秘書官）：津村鷹志
- 田島裕一（外務省事務次官）：柴田林太郎
- 李春植（パクの部下）：池内万作
- 山で誤射されそうになった男：田中要次
- 下河原勝春（自衛隊第2小銃小隊長・二等陸尉）：清家利一
- 鶴谷篤（自衛隊第2小銃小隊班長）：小川岳男
- 高桑（自衛隊第2小銃小隊通信士）：越康広
- 島村実（自衛隊第2小銃小隊隊員・陸士長）：武智健二
- 春田純一、小瀬川理太、飯田章、桂木宣、鴨川てんし、武田義晴、吉田智則、正岡邦夫、平井真軌、岡元次郎、横山一敏、木下浩之、舟田走、加藤四朗、木下秀雄、矢田有三、宋英徳、沙羅、山上賢治、森富士夫、奥田崇、藤岡大樹、濱近高徳、浜田道彦、石垣広文、夏山剛一、永瀬尚希、宮崎剛、小倉敏博　ほか

### 登場兵器
- 73式大型トラック
- 73式中型トラック
- 73式小型トラック
- 高機動車
- こんごう型護衛艦「みょうこう」
- B-2 スピリット
- AH-1S コブラ
- CH-47J
- KV-107II-4（空挺部隊のリペリング降下時のシーン映像）
- OH-6D観測ヘリコプター
- RPG-7
- 5.56mm機関銃MINIMI
- 89式5.56mm小銃
- 64式7.62mm小銃
- AK-47
- H&K MP5
- MK2破片手榴弾

### 撮影
本作の撮影には、防衛庁（当時）・自衛隊は協力を拒んだ。作品の内容が「北朝鮮の武装工作員が原子力発電所への攻撃を企て、上陸する」というものであり、批判を恐れたためでもあったとされる。陸上自衛隊の迷彩服の下地を製造している業者までにも、協力を断るよう通達している程の徹底振りだったと言われている。
防衛庁・自衛隊からの協力が得られなかったことから、自衛隊の車両から迷彩服、ヘルメット、小銃などの装備一式に至るまですべて自前で用意・調達せねばならず、73式大型トラック、ジープや陸自迷彩服等を所有している一般の人々（主に軍事マニア）へも撮影の協力を求めた。当時は自衛隊員の装備類の小道具が映画『戦国自衛隊』（1979年12月公開）の物くらいしかなく、迷彩服や防弾チョッキなどは手に入る資料などを参考に一から製作された。リアリティを出すため、この点には力が入れられ、空挺レンジャー部隊と普通科隊員の装備する小銃の違いから起こるサスペンダーの取り付け方や、マガジンポーチなどの違いをも忠実に再現している。
銃器類（プロップガン）はキャロット社の89式5.56mm小銃やTOP JAPAN社の64式7.62mm小銃、アサヒファイアーアームズの5.56mm機関銃MINIMIなどが用意され（一部東京マルイ製SIG550も使用。空挺レンジャー隊員が、竹に小銃を引っ掛けて転ぶシーン参照）、発火ユニットなどの特殊効果はビッグショットが担当した。車両に関しては、前述の通りミリタリーマニアからの協力の他、高機動車役としてハンヴィーの民生仕様であるハマーが使用された。対戦車ヘリコプターAH-1S コブラやステルス爆撃機B-2 スピリットの登場するシーンは、CGや実際の演習映像などが使用された。イージス艦についてはアーレイ・バーク級ミサイル駆逐艦が「みょうこう」の代役で出演している。
北東人民共和国特殊部隊の装備や服装は、中国人民解放軍特殊部隊や映画「シュリ」に登場する北朝鮮特殊工作員のものをモデルとした。
また、撮影許可の下りなかった首相官邸も忠実に再現したセットが製作されたが、試写会に訪れた国会議員が、本物の官邸と間違えたとのエピソードがあった。首相官邸危機管理センター内の様子は写真などが公となっていない事から、イージス艦の戦闘指揮所をイメージし、日本軍の大本営の資料を基にセットが組まれた。
撮影場所については、政治的理由による妨害等を恐れて極秘にされ、千葉県中央の山中や勝浦市守谷海岸などで撮影された。
製作費は約7億円であったが、映画の内容のために製作スポンサーがつかず、監督自身が費用を全額調達して完成にこぎつけた。
撮影段階において、諸橋総理大臣は小泉純一郎をモデルとしているが、後に本当に内閣総理大臣に就任した。

### スケジュール
撮影は2000年3月より開始され、5月にはクランクアップしたにもかかわらず、全国公開まで2年を有した。
- 2000年
  - 3月13日 - クランクイン
  - 4月17日 - 戦闘シーン撮影開始
  - 5月16日 - クランクアップ
  - 7月10日 - 仕上げ作業中断
- 2001年
  - 4月1日 - 仕上げ作業再開
  - 8月20日 - 劇場公開に向け、試写会開始
- 2002年
  - 7月15日 - 劇場配給決定
  - 9月9日 - 完成披露試写会
  - 10月5日 - 全国公開

## 書誌情報
- 宣戦布告（上） 1998年3月25日初版発行 ISBN 4062086123
- 宣戦布告（下） 1998年4月24日初版発行 ISBN 4062091151
- 加筆完全版 宣戦布告（上） ISBN 9784062731119
- 加筆完全版 宣戦布告（下） ISBN 9784062731126